# يربوع هيبتنر القزم
يربوع هيبتنر القزم (الاسم العلمي: Salpingotus heptneri) نوع من القوارض من فصيلة اليربوعيات، يتوطن في كازاخستان وأوزبكستان.